# Борша (Біхор)
Борша (рум. Borșa) — село у повіті Біхор в Румунії. Входить до складу комуни Секедат.
Село розташоване на відстані 418 км на північний захід від Бухареста, 20 км на схід від Ораді, 111 км на захід від Клуж-Напоки.

## Населення
За даними перепису населення 2002 року у селі проживали 195 осіб, з них 193 особи (99,0%) румунів. Рідною мовою 193 особи (99,0%) назвали румунську.